# Muñecas de porcelana
«Muñecas de porcelana» es una canción desprendida de King of Kings, segundo álbum de estudio del cantante puertorriqueño Don Omar. Es una balada apoyada solamente por una guitarra acústica, interpretada por Jorge Laboy, quien también ayudó en la composición de la canción. Es una de las canciones en el álbum con índole social, junto a «Infieles» y el sencillo principal, «Angelito».

## Contexto
Luego de tres años desde la publicación de su álbum debut, Don Omar confirmaba en febrero de 2006 la grabación de diez canciones destinadas para King of Kings. Entre esas canciones, destaca a «Muñecas de porcelanas» como una de las propuestas más distintas en el álbum, donde apela a letras con mayor sensibilidad, siendo centrado en el lesbianismo.
Uno de los motivos que lo llevó a grabar la canción fue la percepción negativa sobre el reguetón, comentando “he hecho esta canción porque, se diga lo que se diga del reggaetón, no soy machista y el no serlo, no le falta a la hombría de un varón”.

## Temática
Se concentra en 2 mujeres que sufren diferentes acontecimientos en sus vidas: una de ellas sufre el abandono de su marido justamente el día en que iban a contraer matrimonio y la segunda que sufrió en su infancia abusos sexuales por parte de su padre. Dadas situaciones marcaron a ambas provocando la atracción entre ellas.

## Activismo
El cantante hizo una mención indirecta de su canción en sus redes sociales, luego de un golpiza a una pareja lesbiana en la ciudad de Londres. Dejó el siguiente pie en su publicación de su Instagram oficial: “En un mundo lleno de caos busquemos la forma de generar cambios positivos con tolerancia y respeto”.